# Integrationszeit
Integrationszeit ist in analogen Schaltungen die zeitliche Dauer vom Ereigniszeitpunkt bis zum Signalausgang (Einschwingzeit). In einem digitalen System ist mit Integrationszeit die Länge der Zeitscheiben gemeint, die vom Messalgorithmus verarbeitet werden.
Die Integrationszeit, auch Ansprechzeit, ergibt sich in analogen Schaltungen aus den Eigenschaften des Gleichrichterkreises. Man kann sie definieren als die Zeit, die ein Regelkreis benötigt, um auf ein eingehendes Signal zu reagieren. Im Falle eines Limiters wäre dieses die Zeit vom Überschreiten des Schwellwertes bis zum Einsetzen der Regelung. Beispiele für Geräte mit einem solchen Regelkreis sind Aussteuerungsmesser, Limiter und Gates. Die Integrationszeit ist die Zeitkonstante eines Messgeräts für elektrische Größen, um Wechselsignalwerte zu ermitteln.

## Beispiele
Bei analogen Aussteuerungsmessern kann man die Integrationszeit definieren als Zeit vom Start des Vollpegel-Signals bis zur Anzeige dieses Pegels. Beim vu-Meter ist beispielsweise 99 % des Pegels als obere Schwelle definiert.
In digitalen Messsystemen entspricht die Integrationszeit der zeitlichen Länge der verwendeten Zwischenspeicher (Buffer). Bei Audiosignalen mit 48 kHz kann man als Pufferlänge 480 Word wählen, bei diesem Beispiel ergibt sich eine Integrationszeit von genau 10 ms.